# Апрелев, Пётр Сидорович
Пётр Сидорович Апрелев (1778—1829) — генерал-лейтенант русской императорской армии, член Совета военного министра.

## Биография
Родился 13 (24) января 1778 года, сын коллежского протоколиста Сидора Порфирьевича Апрелева из старинного русского дворянского рода Апрелевых, известного с XVI века.
Образование получил в Артиллерийском (2-м) кадетском корпусе, откуда 21 февраля 1793 года поступил в Гатчинскую артиллерийскую команду с чином подпоручика. В том же году, 25 июля, был произведён в поручики; в ноябре 1796 года переведён в артиллерийский батальон в чине капитана и назначен плац-адъютантом в Санкт-Петербурге.
По высочайшему повелению 28 февраля 1797 года Апрелев был командирован в Москву для устройства по станциям Московского тракта караулов для обеспечения путешествия императора Павла Петровича. По возвращении из этой командировки, 18 апреля того же года, назначен состоять по особым поручениям при наследнике цесаревиче Александре Павловиче и управляющим его канцелярией. 21 декабря произведён в полковники, а 8 марта 1799 года — в генерал-майоры с назначением адъютантом к наследнику; 1 октября того же года был уволен в отставку, но, со вступлением на престол императора Александра I, вновь был принят на службу и назначен членом Военной коллегии по артиллерийской экспедиции. Состоя в этой должности, в связи с походом русских войск в Австрию и Восточную Пруссию, был командирован в Брест-Литовск для составления и открытия там артиллерийской экспедиции (управления), где и распоряжался снабжением войск артиллерией и огнестрельными снарядами. Его деятельность была отмечена перстнем с вензелевым изображением имени Его Величества.
Был уволен от службы по болезни, с сохранением артиллерийского мундира с 4 октября 1808 года. Пробыв почти четыре года в отставке, в 1812 году он снова поступил на службу и был назначен членом Совета военного министра. В 1814 году был командирован в Таганрог, крепость Св. Дмитрия и Кременчуг для исследования действий провиантских чиновников и ревизии дел Кременчугской провиантской комиссии.
В 1815—1817 годах им были сделаны весьма выгодные для казны операции по закупке для Санкт-Петербургского гарнизона хлеба; также он исполнял особое поручение по изысканию средств удобнейших и наивыгоднейших способов заготовления провианта.
В генерал-лейтенанты был произведён 28 января 1820 года. В 1827 году получил Высочайшее благоволение.
Скончался в своём имении под Тихвином в Петербургской губернии 1 (13) августа 1829 года, похоронен при Ильинской Сясьской церкви Тихвинского уезда.

## Награды
- Орден Святого Владимира 3-й степени
- Орден Святой Анны 1-й степени
- Орден Святой Анны 2-й степени
- Орден Святой Анны 4-й степени
- знак отличия беспорочной службы за 25 лет.

## Семья
Жена (с 4 мая 1800 года) — Екатерина Дмитриевна, урождённая Волкова (1775—12.05.1824), камер-юнгфера великой княгини Елизаветы Алексеевны. Венчание было при дворе в храме Пресвятой Богородицы при Мраморном дворце; умерла от чахотки в Петербурге, похоронена на Волковском кладбище. Их сыновья:
- Александр (1801—1829) — поручик, погиб при осаде Варны, был женат (с 06.02.1824) на дочери генерал-майора Екатерине Павловне Ивановой.
- Василий (1807—1855?) — генерал-майор в отставке.